# NGC 1204
NGC 1204 je galaksija u zviježđu Eridan.

## Vanjske poveznice
- SEDS: NGC 1204